# Мару (Месина)
Мару је насеље у Италији у округу Месина, региону Сицилија.
Према процени из 2011. у насељу је живело 163 становника. Насеље се налази на надморској висини од 808 м.